# Катеринівка (Донецький район)
Катери́нівка — селище Амвросіївської міської територіальної громади Донецького району Донецької області, Україна. Населення становить 73 особи.

## Географія
Біля села протікає річка Калинова II.

## Загальні відомості
Відстань до райцентру становить близько 32 км і проходить автошляхом Т 0507. За кілометр від селища розташований пункт пропуску на кордоні з Росією Успенка—Матвієв Курган.
Землі села межують із територією Матвієво-Курганського району Ростовської області Росії.
Населений пункт розташований на правому березі річки Кринка. На захід, південь та схід від селища лежить державний кордон між Україною і Росією.
Сусідні населені пункти: на півночі — Манич; північному заході — Успенка, Калинове (обидва вище за течією Кринки); заході — Авіло-Успенка (Російська Федерація), Виселки; південному заході — Авіло-Федорівка (Російська Федерація).
Унаслідок російської військової агресії із серпня 2014 р. Катеринівка перебуває на тимчасово окупованій території.

## Населення
За даними перепису 2001 року населення селища становило 73 особи, з них 49,32 % зазначили рідною мову українську, 41,1 % — російську та 8,22 % — циганську мову.